# Kaf (sura)
Kaf (arabsko Qaf) je 50. sura (poglavje) v Koranu, ki jo sestavlja 45 ajatov (verzov). Je meška sura.
Med opravljanjem molitve (salata oz. namaza) pri tej suri verniki opravijo 3 ruku'jev (priklonov).